# Heiler Software
Die Heiler Software GmbH war ein deutsches Unternehmen, das Lösungen für Produktinformationsmanagement und E-Procurement anbot. Der Hauptsitz befand sich in Stuttgart-Weilimdorf. Die Heiler Software Corporation war eine hundertprozentige Tochter und hatte ihren Sitz in Detroit, Michigan USA. Zudem unterhielt Heiler Software eine Niederlassung in Australien (Sydney). Die Heiler Software GmbH verschmolz am 29. August 2014 mit der Informatica Deutschland GmbH und wurde daraufhin aus dem Handelsregister gelöscht.

## Produkte
Heiler Software richtete sich mit seinem Portfolio an zwei Märkte. Im Bereich Product Information Management (PIM) sorgt eine zentrale Platform für die Integration von Lieferantendaten und für die Anreicherung der Produkte mit aussagekräftigen Produktbeschreibungen, Bildern und Videos. Diese finden Verwendung in allen Marketing- und Vertriebskanälen wie Webshops, Kataloge, PoS uvm. Im Bereich Elektronische Beschaffung arbeiten Einkäufer in verschiedenen Branchen bei der Übernahme von Lieferantenkatalogen mit dem Heiler Business Catalog oder dem Heiler Catalog Manager. Ergänzt wird dieses Portfolio durch Beratungs- und Serviceleistungen. Heiler hat nach eigenen Angaben über 300 Großkunden in verschiedenen Branchen, darunter zum Beispiel Deutsche Telekom, BMW, Puma, Coca-Cola und Saks Fifth Avenue.

## Geschichte
Das Unternehmen wurde 1987 von Rolf J. Heiler gegründet, der Vorstandsvorsitzender des Unternehmens ist. Nach verschiedenen individuellen Projekten begann 1990 die Entwicklung von Standardsoftware. Fünf Jahre später begann die Zusammenarbeit mit SAP. Heiler entwickelte das SAPscript für SAP/R3.
1999 beteiligten sich die SAP AG und 3i Venture an der Heiler Software GmbH. Darauf folgte im Jahr 2000 der Börsengang am Neuen Markt. Ein Jahr später gründete Rolf J. Heiler das Tochterunternehmen, die Heiler Software Corporation in Detroit. Der Kunde General Motors war nach Angaben des Unternehmens ausschlaggebend für die Wahl des Standortes. Seit 2002 bietet Heiler Kataloge für die elektronische Beschaffung, dem sogenannten E-Procurement an. Seit 2003 hat Heiler Software auch Product Information Management (PIM) im Portfolio. 2006 übernahm Heiler die OKS Software AG, um auch die Verwaltung und Publikation von Mediendaten und Bildern abzudecken.
Heiler Software nahm 2008 auf die Studie „Produktkommunikation“ von LN Consulting Bezug, nach der das Unternehmen als „führender Anbieter in Deutschland, Österreich, der Schweiz und den USA“ bewertet wird.
Das Unternehmen steigerte den Konzernumsatz im Geschäftsjahr 2007/08 (1. Oktober 2007 bis 30. September 2008) von 10,23 Mio. Euro auf 12,50 Mio. Euro (+22 %) und übertraf damit das Wachstum des Vorjahres von 18 %. Im Geschäftsjahr 2008/09 erwirtschaftete das Unternehmen einen Konzernumsatz von 11,77 Mio. Euro, was einem Umsatzrückgang von −6 % entspricht.

### Übernahme durch Informatica Deutschland
Im Oktober 2012 übernahm Informatica die Firma Heiler Software. Die verbliebenen Minderheitsaktionäre wurden im Mai 2013 per Squeeze-Out abgefunden und ausgeschlossen, die Börsennotierung wurde kurz darauf eingestellt. Heiler war im General Standard Segment an der Frankfurter Börse im CDAX (Prime All Share, Technologie All Share) notiert. Bis 26. November 2010 gehörte das Unternehmen zum Prime Standard Segment der Frankfurter Wertpapierbörse.
Die Heiler Software AG firmiert seit 23. Oktober 2013 wieder als Heiler Software GmbH.